# Advanced Aeromarine Sierra
Dimensions
L’Advanced Aeromarine Sierra LS est un planeur à structure tubulaire entoilée destiné à la construction amateur.

## Conception
Le Sierra est conçu comme un planeur léger, aux performances modestes et d'un prix abordable, pouvant être remorqué par un ULM, treuillé ou lancé au sandow. Son premier vol a lieu en mars 1991,.
Le planeur est fabriqué à partir de tubes d'aluminium, de tissu et de composites. Ses ailes de 13 mètres d'envergure sont renforcées par un haubanage rigide. La finesse est de 25:1. Il se pose sur à peine 50 mètres. Le train d'atterrissage est composé de deux roues en tandem et d'une roulette de queue. Le temps de montage à partir du kit d'usine était estimé à 150 heures,.
Bien que très léger, avec un poids à vide de 93 kilos le Sierra ne répond pas aux critères de la réglementation américaine FAR 103 relative aux véhicules ultralégers en tant que deltaplane car le décollage à pied est impossible. Un seul prototype a été achevé en décembre 1998,.

## Historique opérationnel
En septembre 2011, aucun Sierra n'est enregistré auprès de la Federal Aviation Administration des États-Unis et il est probable qu'il n'en existe plus.